# Pipistrellus tenuis
Pipistrellus tenuis é uma espécie de morcego da família Vespertilionidae. Pode ser encontrada no Afeganistão, Bangladesh, Camboja, China, Ilhas Cocos, Índia, Indonésia, Laos, Malásia, Mianmar, Nepal, Paquistão, Filipinas, Sri Lanka, Timor-Leste e Vietname.